# Ellrich
Ellrich – miasto w Niemczech, w kraju związkowym Turyngia w powiecie Nordhausen. Na dzień 31 grudnia 2009 roku liczyło 5 781 mieszkańców.